# Octavian Groza
Octavian Victor Groza (* 18. März 1923 in Deva, Kreis Hunedoara; † 3. November 2000 ebenda) war ein rumänischer Politiker der Rumänischen Kommunistischen Partei PCR (Partidul Comunist Român), der unter anderem zwischen 1968 und 1972 Minister für elektrische Energie sowie von 1976 bis 1985 Botschafter in Österreich war.

## Leben

### Wasserbauingenieur, Minister und Botschafter
Groza, ein Sohn des ersten rumänischen kommunistischen Ministerpräsidenten (1947 bis 1952) Petru Groza, besuchte von 1934 bis 1942 des Theoretische Gymnasium in seiner Geburtsstadt Deva und begann danach zunächst ein Mathematikstudium an der Wissenschaftlichen Fakultät der Polytechnischen Hochschule Timișoara, wechselte aber 1943 für ein Studium im Fach Bauingenieurwesen an die dortige Fakultät. Während des Studiums trat er 1945 der am 8. Mai 1921 gegründeten Rumänischen Kommunistischen Partei PCdR (Partidul Comunist din România) bei. Im Oktober 1946 setzte er sein Studium an der Fakultät für Wasserbau des Instituts für Bauwesen in Moskau fort und schloss dieses im Mai 1952 als Wasserbauingenieur ab. Während des dortigen Aufenthalts war er Verantwortlicher für die rumänischen Studenten. Nach seiner Rückkehr nach Rumänien arbeitete er zwischen Mai 1952 und November 1957 als Ingenieur beim Bau des Wasserkraftwerks Wladimir Iljitsch Lenin am Stausee Izvorul Muntelui bei Bicaz. Während dieser Zeit absolvierte er 1954 einen Lehrgang in der Tschechoslowakei und war zuletzt seit 1955 auch Mitglied des Parteikomitees des Wasserkraftwerks sowie des Parteikomitees von Bacău.
Im November 1957 wechselte Groza als Sektionschef an das Studien- und Projektinstitut für Wasserkraft in Bukarest und wurde 1962 Direktor dieses Instituts. Daneben setzte er sein Engagement in der Parteiarbeit fort und wurde 1964 sowohl Mitglied des Parteikomitees des Bukarester Distrikts 1 Mai als auch des Stadtparteikomitees von Bukarest. Am 10. September 1965 wurde er Vize-Minister für elektrische Energie und gehörte seit dem 1. Juni 1966 auch dem Komitee für Staatspreise sowie seit dem 17. Mai 1967 auch dem Staatlichen Komitee für Wasser an. Am 10. Juli 1968 wurde er Nachfolger von Emil Drăgănescu als Minister für elektrische Energie (Ministrul energiei electrice) im vierten Kabinett von Ministerpräsident Ion Gheorghe Maurer und bekleidete diesen Posten bis zu seiner Ablösung durch Constantin Băbălău am 18. Dezember 1972. Er wurde zudem am 12. August 1969 Kandidat des ZK der PCR und behielt diese Funktion bis zum XII. Parteitag der PCR am 23. November 1979.
Am 18. Dezember 1972 wurde Groza im fünften Kabinett Maurer Erster Vizepräsident des Nationalrates für wissenschaftliche Forschung im Staatssekretärsrang und verblieb bis zum 16. November 1976 auf diesem Posten. Daneben wurde er am 3. Juni 1974 Mitglied des Zentralrats für die Arbeitskontrolle der wirtschaftlichen und sozialen Aktivitäten sowie am 26. Juni 1974 Mitglied der Zentralen Partei- und Staatskommission für Raumplanung in Kreisen, Städten und Gemeinden. Zuletzt wurde er am 16. November 1976 Botschafter in Österreich und übte diese Funktion bis zum 16. Mai 1985 aus.

### Ehrungen und Auszeichnungen
Für seine Verdienste wurde Groza mehrfach ausgezeichnet und erhielt unter anderem den Ordinul Muncii (Orden der Arbeit) Zweiter Klasse (1955), den Ordinul Muncii Erster Klasse (1961), den Ordinul Steaua Republicii Socialiste România Vierter Klasse (1966) sowie den Ordinul 23 August (Orden 23. August) Dritter Klasse (1971).